# Saint-Maurice-en-Quercy
Saint-Maurice-en-Quercy é uma comuna francesa na região administrativa de Occitânia, no departamento de Lot. Estende-se por uma área de 13 km². Em 2010 a comuna tinha 217 habitantes (densidade: 16,7 hab./km²).